# Pallone d'oro 1993

Roberto Baggio, vincitore del Pallone d'oro 1993.

L’edizione 1993 del Pallone d'oro, 38ª edizione del premio calcistico istituito dalla rivista francese France Football, fu vinta dall'italiano Roberto Baggio (Juventus).
I giurati che votarono furono 30, provenienti da Albania, Austria, Belgio, Bulgaria, Cecoslovacchia, Cipro, Danimarca, Finlandia, Francia, Germania, Grecia, Inghilterra, Irlanda, Islanda, Italia, Jugoslavia, Lussemburgo, Malta, Norvegia, Paesi Bassi, Polonia, Portogallo, Romania, Russia, Scozia, Spagna, Svezia, Svizzera, Turchia e Ungheria.